# Breakout (pjesma Miley Cyrus)
"Breakout" je pop-rock pjesma američke pjevačice/glumice Miley Cyrus. Iako pjesma nije objavljena kao singl, zbog velikih digitalnih downloada, dospjela je na top liste singlova u nekolicini država.

## O pjesmi
Pjesmu je u originalu snimila američka pjevačica Katy Perry kao demosnimku za svoj album One of the Boys. Pjesma nije objavljena na albumu, ali je prosljeđena do Cyrus. Na verziji od Miley Cyrus Katy Perry pjeva pozadinske vokale. Perry je u intervjuu za časopis Bliss izjavila:
»Zapravo, moj glas se nalazi na Breakoutu. Da, ja pjevam singl od Miley Cyrus.«
Cyrus je pjesmu prvi puta javno izvela 4. svibnja 2009. na 2008 Disney Channel Games. Pjesma je imala puno airplya na Radio Disneyu, iako nije objavljenakao singl. Tijekom kolkovoza 2008., pjesma je dospjela na top liste singlova u Australiji, SAD-u i Kanadi.

## Kritički ostvri

### About.com
»Kao što je i očigledan naziv pjesme, "Breakout", Miley Cyrus je pjevačica koja slavi svoj proboj na glazbenu scena sa svojim teenejđerskim prijateljima. Ali teenejđeri mogu doživjeti i depresiju. "Breakout" predstavlja obje strane. Hannah Monatna je izostaljena iz pjesme, a Cyrus na sebi svojsten način prezenitra teen pop. "Breakout" uopće nije loš odabir koji dokazuje da je Cyrus dorasla izazovu.«

## Top liste
| Top liste (2008.)     | Najviša pozicija |
| --------------------- | ---------------- |
| Australija            | 94               |
| Kanada                | 45               |
| SAD Billboard Hot 100 | 56               |

## Izovri
1. ↑  Katy Perry singing backing vocals for Miley Cyrus (engl.)
2. ↑  Miley Cyrus Breaks Into Her Own Identity (engl.)
3. 1 2 3  Uspjeh singla na top listama singlova (engl.)